# Charles Piaget
Pour les articles homonymes, voir Piaget.
Charles Piaget, né le 23 juillet 1928 à Besançon (Doubs) et mort le 4 novembre 2023 dans la même ville, est un syndicaliste français.
Particulièrement actif lors du conflit social de l'entreprise d'horlogerie Lip dans les années 1970, appelé « l'affaire Lip », il est une figure emblématique du mouvement autogestionnaire français.

## Biographie

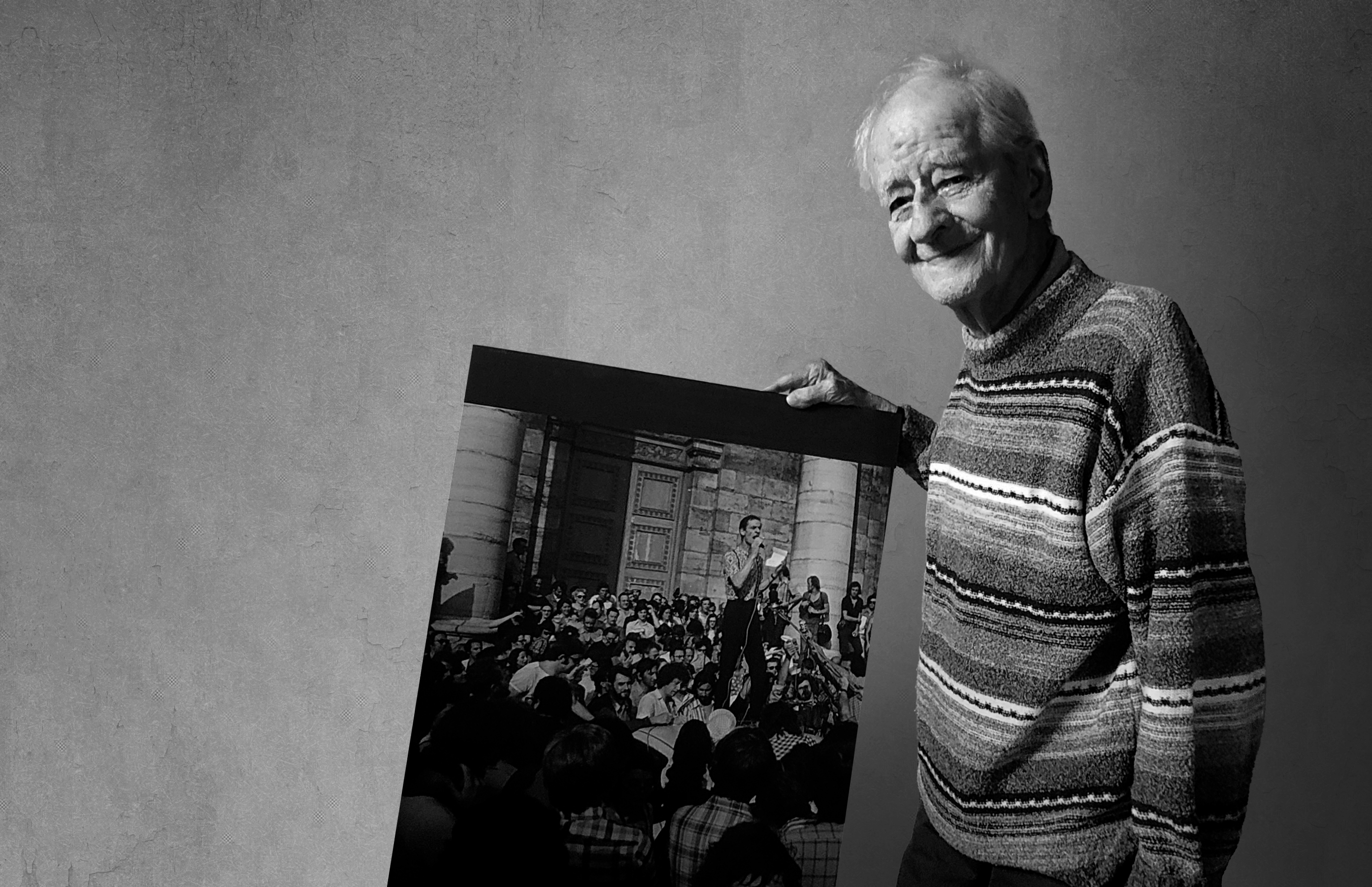
Charles Piaget en septembre 2023 à son domicile. On le voit tenir une photographie de lui-même, un souvenir d'un moment historique où il s'est adressé à la foule lors de l'un des plus grands rassemblements en soutien à la grève des ouvriers de l'usine de montres LIP. Cette marche du 29 septembre 1973, est appelée "la marche des 100 000" en raison du nombre estimé de participants.

Salarié chez Lip à partir de 1946, Charles Piaget est syndiqué à la CFTC dès son premier jour de travail.
Son premier engagement politique est une réaction aux guerres coloniales françaises, en particulier la guerre d'Algérie. Il adhère d'abord à l'Union de la gauche socialiste en 1958, puis au Parti socialiste unifié dès sa création en 1960. Dans ces années-là, il est un temps proche du groupe de militants qui anime chez Lip le bulletin Voix ouvrière, et c'est par ces fréquentations qu'il en apprend plus sur le marxisme. En 1964, une partie des membres de la CFTC fonde la CFDT et le syndicat CFTC de Lip rejoint aussi la CFDT, Piaget y compris.
C'est après le dépôt de bilan de Lip en 1973 et la menace de fermeture de l'usine de Palente à Besançon que va se déclencher le conflit durable qui va retenir l'attention des médias et faire la notoriété de Charles Piaget, « l'affaire Lip ». C'est à l'issue de ce conflit qu'il dira : « La réussite (d'un mouvement syndical) c'est de ne plus avoir besoin de leader… ou tout au moins : leur voix ne compte que pour un ».
La candidature de Charles Piaget à l'élection présidentielle de 1974 est proposée par une minorité du PSU et plusieurs groupes d'extrême gauche se déclarent prêts à la soutenir, notamment le Ligue communiste révolutionnaire et l'Alliance marxiste révolutionnaire. Jean-Paul Sartre prend la plume dans Libération pour lui annoncer son soutien. Cette candidature échoue, notamment à cause de la décision de la majorité du PSU, conduite par Michel Rocard, de se rallier à la candidature d'union de François Mitterrand.
Retraité à partir de 1988, Charles Piaget conserve sa fibre militante et participe à AC ! depuis sa création en 1993.
Il meurt à Besançon le 4 novembre 2023 à l'âge de 95 ans.

## Publications
- Lip 73, avec Edmond Maire et André Acquier, Confédération française démocratique du travail, Paris, Seuil, 1973.
- Lip : Charles Piaget et les LIP racontent, postface de Michel Rocard, Paris, Stock, 1973.
- Que signifie aujourd'hui militer pour le socialisme, être révolutionnaire?, intervention au Meeting PSU, Paris, Édition Liaisons directes, 1974.
- L'autogestion : une idée toujours neuve, avec Daniel Guérin et Frank Mintz, textes présentés par Laurent Esquerre et Michel Nestor, Fédération des communistes libertaires du Nord-Est, Alternative libertaire, Paris, 2005.
- Faire des hommes libres : Boimondau et les communautés de travail à Valence, 1941-1982, par Michel Chaudy, préface de Charles Piaget, Valence, Éditions Repas, 2008.
- Caron-Ozanne : une expérience d'autogestion en Normandie : 1975-1977, par Patrice Brückmann, Pierre Coftier et Alain Lambert, préface de Charles Piaget, Cabourg, Cahiers du Temps, 2009.
- La force du collectif : Entretien avec Charles Piaget, Montreuil, Libertalia, coll. « À Boulets rouges », 2012, 64 p. (ISBN 2918059277, EAN 978-2918059271)
- On fabrique, on vend, on se paie : Lip 1973, Paris, Éditions Syllepse, coll. « Coup pour coup », 2021, 80 p. (ISBN 2849509299, EAN 978-2849509296).

## Filmographie
- Les Lip, l'imagination au pouvoir, Christian Rouaud, Les Films d'Ici, 2007.
- Lip, une école de la lutte à l'usage des jeunes générations, Thomas Lacoste, Paris, l'Autre association, 2009.
- Penser critique : kit de survie éthique et politique pour situations de crise[s], Thomas Lacoste, Paris, Montparnasse, 2012.